# Peter Artner
Peter Artner est un footballeur autrichien né le 20 mai 1966 à Vienne, qui évoluait au poste de milieu de terrain à l'Austria Salzbourg et en équipe d'Autriche.
Artner a marqué un but lors de ses cinquante-cinq sélections avec l'équipe d'Autriche entre 1987 et 1996.

## Carrière
- 1984-1986 : Austria Vienne
- 1986-1987 : First Vienna FC
- 1987-1993 : Admira Wacker
- 1993-1996 : Austria Salzbourg
- 1996-1997 : Hércules Alicante
- 1997 : US Foggia
- 1998-2001 : Skt Pölten

## Palmarès

### En équipe nationale
- 55 sélections et 1 but avec l'équipe d'Autriche entre 1987 et 1996.

### Avec l'Austria Vienne
- Vainqueur de la Coupe d'Autriche de football en 1986.

### Avec l'Austria Salzbourg
- Finaliste de la Coupe de l'UEFA en 1994.
- Vainqueur du Championnat d'Autriche de football en 1994 et 1995.